# کرناروون
latitudeکرناروونlongitudeکرناروون
کناروون (به انگلیسی: Caernarfon، تلفظ: ‎/kərˈnɑːrvən/‎) یک شهرک در ولز است که در شهرستان گویند واقع شده‌است.

## خصوصیات
کناروون ۹٬۶۱۵ نفر جمعیت دارد.